# Airborne Early Warning Squadron 113
Escadron de commandement et de contrôle aéroporté 113
Le Airborne Command & Control Squadron 113 (VAW-113), connu sous le nom de "Black Eagles", est un escadron de commandement et de contrôle aéroporté créé le 20 avril 1967 aux commandes du E-2A Hawkeye.

## Historique

### Années 1960-70
Une semaine après sa création, le VAW-113 s'est déployé dans le Pacifique occidental (WESTPAC) à bord de l'USS Constellation (CV-64). Le VAW-113 a servi pendant la guerre du Vietnam de 1967 à 1975. Le point culminant de ces efforts s'est produit en avril 1975, lorsque le VAW-113 a joué un rôle vital dans l'opération Frequent Wind, l'évacuation du personnel américain de Saigon.

### Années 1980
En 1987, l'escadron a été reconnu pour son excellence opérationnelle dans son soutien au groupement tactique DELTA et aux opérations d'escorte de pétroliers dans le nord de la mer d'Arabie et du golfe d'Oman. En décembre 1988, l'escadron repart pour la mer d'Arabie du Nord, surveillant les opérations d'escorte de pétroliers à l'appui de l'opération Earnest Will.

### Années 1990
- WESTPAC 1990 : déploiement le golfe d'Oman après l'invasion du Koweït par l'Irak en août 1990 pour un soutien de contrôle aérien de trois mois en appui de l'opération Bouclier du désert avant son retour à San Diego en décembre 1990.
- Mai 1992 : exercice de défense aérienne intégrée de la zone continentale des États-Unis avec le Carrier Air Wing Fourteen (CVW-14). Il s'agissait du premier emploi opérationnel du radar APS-145 et son Joint Tactical Information Distribution System (en) (système de distribution d'informations tactiques interarmées).
- Août 1994 : déploiement dans le WESTPAC/golfe Persique avec le CVW-14 et du Battle Group Charlie à bord de l'USS Carl Vinson (CVN-70) en soutien de l'opération Southern Watch. Les équipages du VAW-113 ont agi en tant qu'officiers de liaison du commandement et du contrôle de la marine en Arabie saoudite auprès de la Force opérationnelle interarmées en Asie du Sud-Ouest, du Boeing E-3 Sentry AWACS de l'US Air Force et du Boeing RC-135.
- 1995 : Détachement de deux mois au Roosevelt Roads Naval Station, à Porto Rico pour soutenir la guerre de la Force opérationnelle interorganisations conjointe (JIATF) Est contre la drogue.
- Août 1995 : Déploiement sur l'USS Carl Vinson pour participer à la célébration du 50e anniversaire de la fin de la Seconde Guerre mondiale à la base navale de Pearl Harbor, à Hawaï.
- Mai 1996 : quinzième déploiement WESTPAC, à bord de l USS Carl Vinson participant à l'opération Desert Strike et opération Southern Watch dans le golfe Persique.
- Juin 1998 : déploiement à bord de l'USS Abraham Lincoln (CVN-72) pour l'opération Southern Watch. En fin de mission le VAW-113 a rejoint la Naval Air Station Point Mugu mettant fin à son casernement de la Marine Corps Air Station Miramar.

### Années 2000

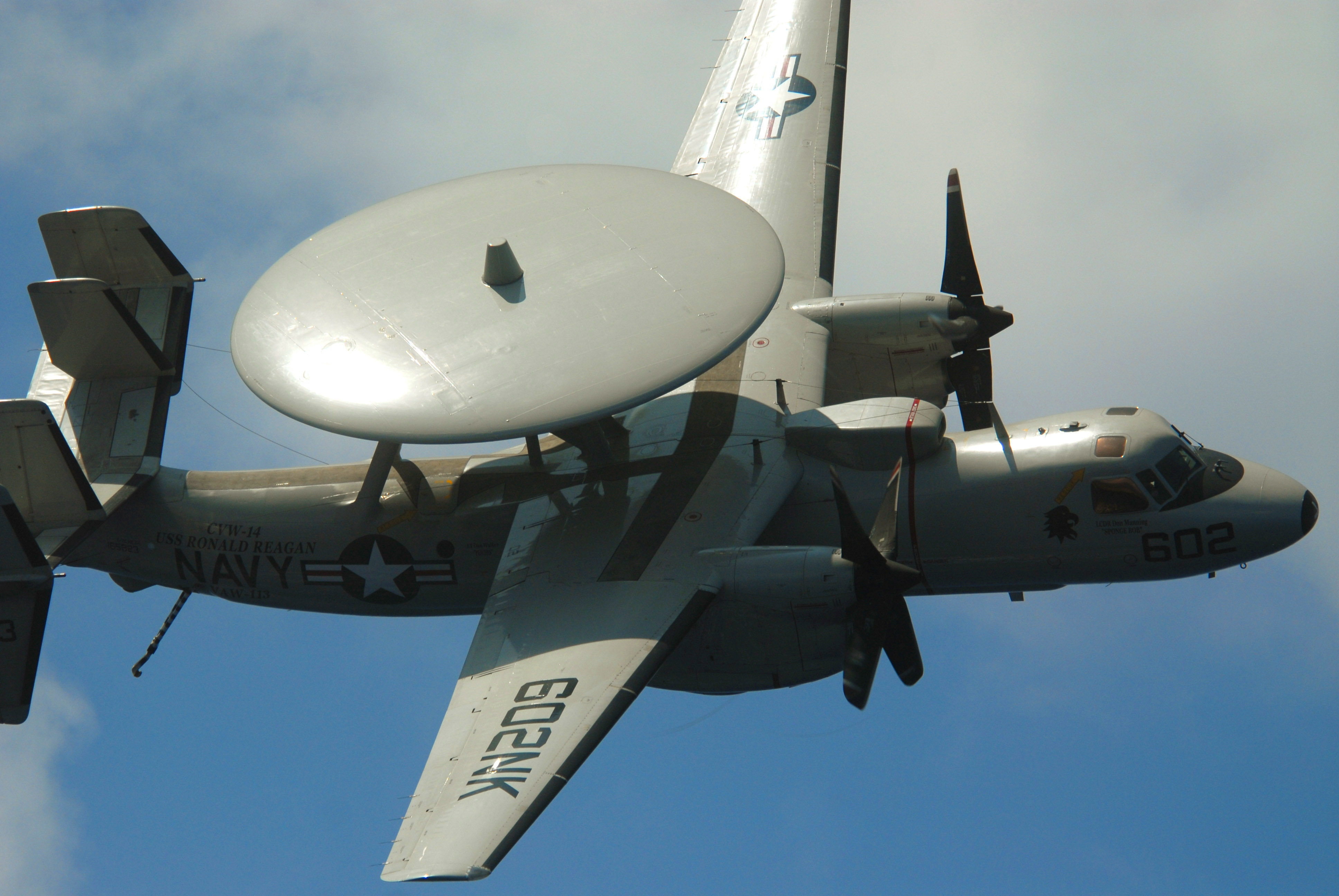
Le E-2C du VAW-113 effectue un passage bas au-dessus de l'USS Ronald Reagan

- Août 2000 : déploiement sur l'USS Abraham Lincoln pour poursuivre l'opération Southern Watch et de maintenir les sanctions économiques contre l'Irak.
- 2003 : redéploiement dans le golfe Persique pour soutenir l'opération Southern Watch puis aux premières phases de l'opération Iraqi Freedom.
- Mai 2004 : déploiement à bord de l'USS John C. Stennis (CVN-74) pour le commandement et le contrôle aéroportés dans le golfe d'Alaska et pour participer à l'Exercise Northern Edge (en).
- Juillet 2004 : participation au RIMPAC 2004. Puis l'USS John C. Stennis s'est joint à l'USS Kitty Hawk (CV-63) pour un exercice aérien et maritime conjoint (JASEX) à travers le Pacifique, de la mer du Japon à la mer de Chine méridionale. Les Carrier strike groups se sont concentrés sur les opérations de vol 24 heures sur 24 et la gestion de l'espace de combat. Fin octobre 2004, le groupe aéronaval de l'USS John C. Stennis est retourné à son port d'attache de San Diego, en Californie.

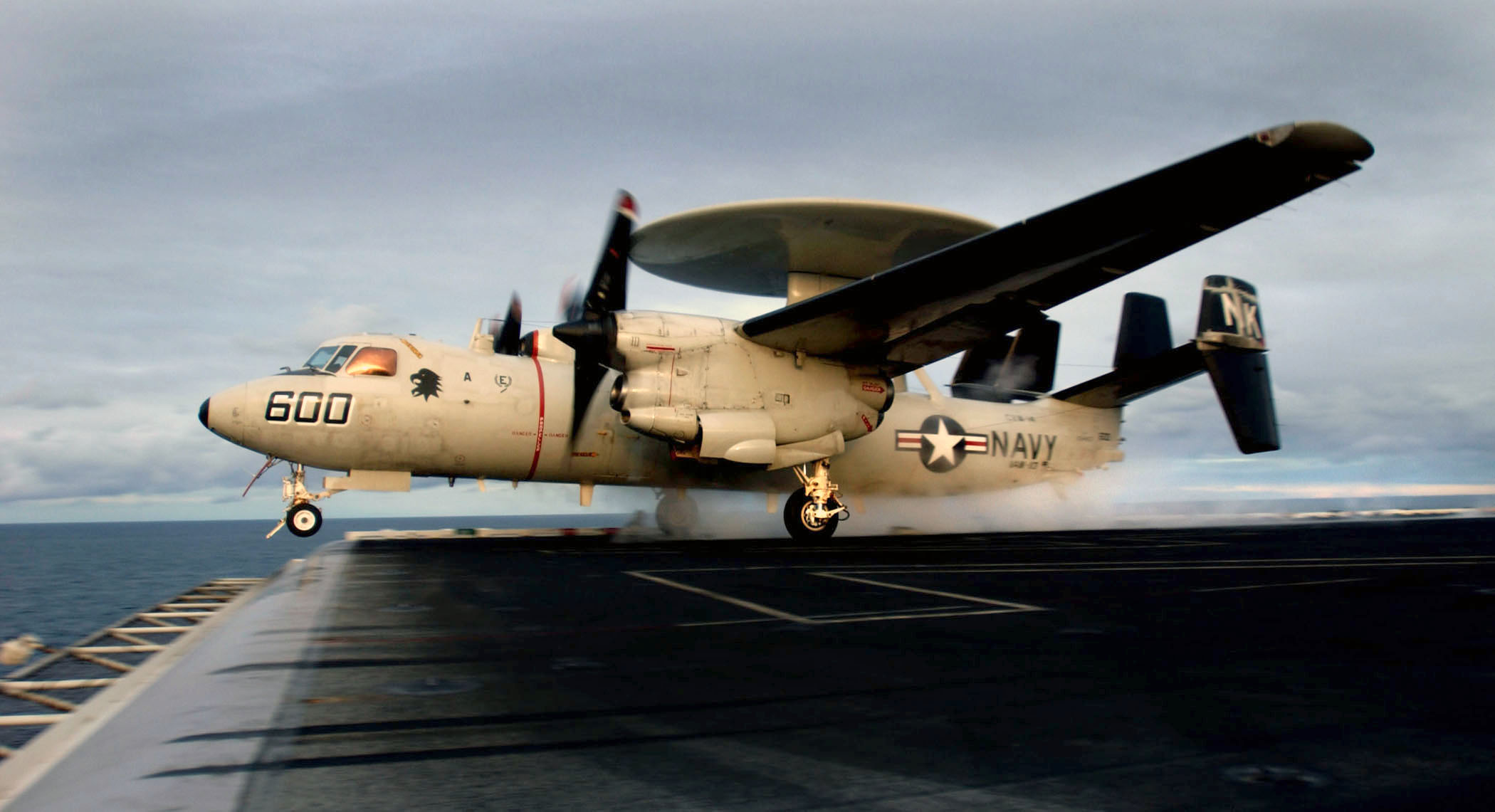
E-2C Hawkeye du VAW-113 est lancé depuis l'USS John C. Stennis en 2003

- Janvier 2006 : déploiement avec le CVW-14 et le Carrier Strike Group 7 (CSG-7), a rejoint l'USS Ronald Reagan (CVN-76). Le Carrier Strike Group a transité par le Pacifique occidental pour relever le Carrier Strike Group Two, dirigé par l'USS Theodore Roosevelt (CVN-71), dans le golfe Persique. À l'appui de l'opération Sea Dragon III, l'escadron a été le premier escadron à utiliser le nouveau système ALQ-217 ESM[1]. Sur le chemin du retour, l'USS Ronald Reagan a rencontré les groupes de frappe de l'USS Abraham Lincoln et de l'USS Kitty Hawk pour l'Exercice Valiant Shield (en).
- Janvier 2007 : déploiement avec le CVW-14 et CSG-7, à bord de l'USS Ronald Reagan lors d'un déploiement Surge/Western Pacific (WESTPAC) dans lequel ils ont participé à l'exercice Foal Eagle[2].
- Mai 2008 : avec le CVW-14 et le CSG-7, déploiement à bord de l'USS Ronald Reagan dans le Pacifique occidental (WESTPAC) et soutien à l'opération Enduring Freedom et, à la suite d'un typhon, a participé aux efforts humanitaires pour les îles Philippines.
- Mai 2009 : avec le CVW-14 et le CSG-7, déploiement à bord de l'USS Ronald Reagan pour l'exercice SURGE 09.

### Années 2010-2020
- 2010 : exercice RIMPAC 2010.
- Février 2011 : à bord de l'USS Ronald Reagan à l'appui de l'opération New Dawn en Irak et de l'opération Enduring Freedom en Afghanistan. En mars, lors de la traversée du Pacifique, l'escadron a été appelé à l'action à la suite du Séisme de 2011 de la côte Pacifique du Tōhoku au Japon. L'escadron a assuré le commandement aéroporté de l'effort de secours en utilisant leurs Hawkeye 2000 dans le cadre de l'opération Tomodachi.

- 2020, l'escadron a été renommé, de Carrier Airborne Early Warning Squadron à Airborne Command & Control Squadron[3].